# Opius sanmiguelensis
Opius sanmiguelensis är en stekelart som beskrevs av Fischer 2001. Opius sanmiguelensis ingår i släktet Opius och familjen bracksteklar. Inga underarter finns listade i Catalogue of Life. IUCN listar arten i släktet Phaedrotoma.
Arten förekommer på Azorerna i Portugal. Den lever i låglandet och i kulliga områden upp till 800 meter över havet. Denna stekel vistas i skogar, gräsmarker och kulturlandskap, främst nära vattenansamlingar. Den är en parasit på flugor.
Opius sanmiguelensis är känslig för förändringar på grund av den begränsade utbredningen. IUCN listar arten som nära hotad (NT).